# Драпско
Драпско (слч. Drábsko) насељено је мјесто са административним статусом сеоске општине (слч. obec) у округу Брезно, у Банскобистричком крају, Словачка Република.

## Становништво
| Година:    | 1994. | 2004.    | 2014.    | 2024.    |
| ---------- | ----- | -------- | -------- | -------- |
| Број људи: | 274   | 246      | 209      | 156      |
| Разлика:   |       | -10,21 % | -15,04 % | -25,35 % |

| Година:    | 2023. | 2024.   |
| ---------- | ----- | ------- |
| Број људи: | 161   | 156     |
| Разлика:   |       | -3,10 % |

Према подацима о броју становника из 2011. године насеље је имало 207 становника.